# Вагнер (Баия)
Вагнер (порт. Wagner) — муниципалитет в Бразилии, входит в штат Баия. Составная часть мезорегиона Юго-центральная часть штата Баия. Входит в экономико-статистический микрорегион Сеабра. Население составляет 9809 человек на 2006 год. Занимает площадь 415,819 км². Плотность населения — 23,6 чел./км².
Праздник города — 12 августа.

## История
Город основан в 1906 году.

## Статистика
- Валовой внутренний продукт на 2003 год составляет 16 833 087,00 реалов (данные: Бразильский институт географии и статистики).
- Валовой внутренний продукт на душу населения на 2003 год составляет 1785,81 реалов (данные: Бразильский институт географии и статистики).
- Индекс развития человеческого потенциала на 2000 год составляет 0,610 (данные: Программа развития ООН).

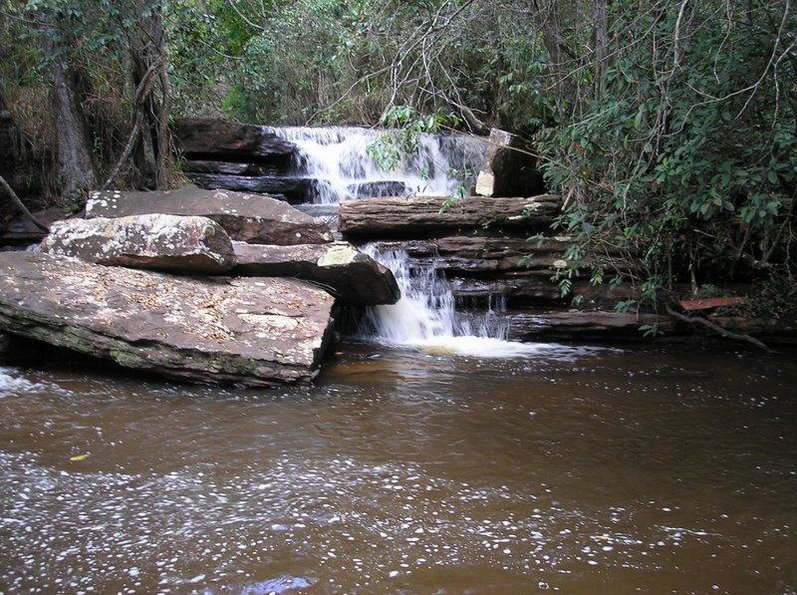